# دیوید کپ
دیوید کِپ (انگلیسی: David Koepp؛ زادهٔ ۹ ژوئن ۱۹۶۳) فیلم‌نامه‌نویس و کارگردان آمریکایی است. او نهمین فیلم‌نامه‌نویس موفق تمامی دوران‌ها از نظر درآمد گیشه در ایالات متحده با مجموع فروش بیش از ۲٫۳ میلیارد دلار است. کپ در طیف گستردهای از ژانرها به موفقیت هنری و تجاری دست یافته است که شامل فیلم‌های هیجان‌انگیز، علمی تخیلی، کمدی، اکشن، درام، جنایی، ابرقهرمانی، ترسناک، ماجراجویی و فانتزی می‌شوند.

## گزیدهٔ آثار

### فیلم
| سال  | عنوان                              | کارگردان | فیلم‌نامه‌نویس | تهیه‌کننده       |
| ---- | ---------------------------------- | -------- | ------------ | --------------- |
| ۱۹۸۸ | آپارتمان صفر                       | نه       | آری          | آری             |
| ۱۹۹۰ | نفوذ بد                            | نه       | آری          | نه              |
| ۱۹۹۰ | چرا من؟                            | نه       | آری          | نه              |
| ۱۹۹۰ | فرشته تاریکی                       | نه       | آری          | نه              |
| ۱۹۹۱ | Toy Soldiers                       | نه       | آری          | نه              |
| ۱۹۹۲ | مرگ درخور اوست                     | نه       | آری          | نه              |
| ۱۹۹۳ | پارک ژوراسیک                       | نه       | آری          | نه              |
| ۱۹۹۳ | راه کارلیتو                        | نه       | آری          | نه              |
| ۱۹۹۴ | مقاله                              | نه       | آری          | تهیه‌کننده مشترک |
| ۱۹۹۴ | سایه                               | نه       | آری          | نه              |
| ۱۹۹۴ | Suspicious                         | آری      | آری          | نه              |
| ۱۹۹۶ | مأموریت: غیرممکن                   | نه       | آری          | نه              |
| ۱۹۹۶ | اثر ماشه                           | آری      | آری          | نه              |
| ۱۹۹۷ | جهان گمشده: پارک ژوراسیک           | نه       | آری          | نه              |
| ۱۹۹۸ | چشمان مار                          | نه       | آری          | نه              |
| ۱۹۹۹ | آوای ارواح                         | آری      | آری          | نه              |
| ۲۰۰۲ | اتاق پناهگاه                       | نه       | آری          | آری             |
| ۲۰۰۲ | مرد عنکبوتی                        | نه       | آری          | نه              |
| ۲۰۰۴ | پنجره مخفی                         | آری      | آری          | نه              |
| ۲۰۰۵ | جنگ دنیاها                         | نه       | آری          | نه              |
| ۲۰۰۵ | زادورا: یک ماجرای فضایی            | نه       | آری          | نه              |
| ۲۰۰۸ | ایندیانا جونز و قلمرو جمجمه بلورین | نه       | آری          | نه              |
| ۲۰۰۸ | شهر متروکه                         | آری      | آری          | نه              |
| ۲۰۰۹ | فرشتگان و شیاطین                   | نه       | آری          | نه              |
| ۲۰۱۱ | The Little Engine That Could       | نه       | آری          | نه              |
| ۲۰۱۲ | نهایت سرعت                         | آری      | آری          | نه              |
| ۲۰۱۴ | جک رایان: سرباز سایه               | نه       | آری          | نه              |
| ۲۰۱۵ | موردکای (فیلم)                     | آری      | نه           | نه              |
| ۲۰۱۶ | دوزخ                               | نه       | آری          | نه              |
| ۲۰۱۷ | مومیایی                            | نه       | آری          | نه              |
| ۲۰۲۰ | تو باید می‌رفتی                     | آری      | آری          | نه              |
| ۲۰۲۲ | کیمی                               | نه       | آری          | آری             |
| ۲۰۲۳ | ایندیانا جونز و گردانه سرنوشت      | نه       | آری          | نه              |
| ۲۰۲۴ | حضور                               | نه       | آری          | اجرایی          |
| ۲۰۲۵ | کیف سیاه                           | نه       | آری          | نه              |
| ۲۰۲۵ | تولد دوباره دنیای ژوراسیک          | نه       | آری          | نه              |
| ۲۰۲۶ | افشاگری                            | نه       | آری          | نه              |
| TBA  | سردخانه                            | نه       | آری          | آری             |